# Воропай, Николай Иванович
Никола́й Ива́нович Воропа́й (1 ноября 1943 — 28 февраля 2022) — советский и российский учёный-энергетик, член-корреспондент РАН (2000), заслуженный деятель науки Российской Федерации (1999), лауреат Государственной премии СССР (1986), двух премий Правительства РФ (1999, 2011) и двух премий имени Г. М. Кржижановского (2006, 2020).

## Биография
Родился 1 ноября 1943 года в деревне Боблово Волковысского района Гродненской области.
Окончил русскоязычную школу в Белоруссии с золотой медалью.
В 1966 году окончил электромеханический факультет Ленинградского политехнического института, специальность — инженер-электрик.
С 1966 года работал в Сибирском отделении Академии наук, пройдя путь от инженера, младшего, старшего научного сотрудника, до заведующего лабораторией (1986), заместителя директора (1991), директора (1997) Сибирского энергетического института СО АН СССР (сейчас это — Институт систем энергетики им. Л. А. Мелентьева СО РАН, Иркутск).

В 1975 году окончил аспирантуру Сибирского энергетического института СО АН СССР в Иркутске.

В 1990 году присуждена учёная степень доктора технических наук, в 1993 году присуждено учёное звание профессора.

В 2000 году избран членом-корреспондентом РАН от Отделения энергетики, машиностроения, механики и процессов управления РАН.
С 1979 года вёл преподавательскую деятельность, с 2002 года — заведующий кафедрой электроснабжения и электротехники НИ ИрГТУ.
Николай Иванович Воропай умер 28 февраля 2022 года.

### Научная деятельность
Специалист в областях исследования фундаментальных свойств больших электроэнергетических систем (ЭЭС), моделирования и методов анализа устойчивости, живучести и надёжности ЭЭС и других систем энергетики, обоснования развития ЕЭС России, региональных и межнациональных ЭЭС, энергетической безопасности страны и её регионов.
Под его руководством выполнен ряд проектов для организаций Японии, Южной Кореи, Китая, Монголии, Германии, Венгрии; руководил с российской стороны рядом проектов, поддержанных зарубежными грантами, в том числе грантами 7-й рамочной программы сотрудничества Европейского Союза и России по энергетике.

### Общественная деятельность
Членство в научных организациях:
- Президиум Сибирского отделения РАН
- Президиум Иркутского научного центра СО РАН
- IEEE
- CIGRE[англ.]
- IFAC
- IAEE
- действительный член Академии электротехнических наук РФ
- действительный член Международной энергетической академии
- Президиум Российского научно-технического общества энергетиков и электротехников
- Экспертный совет по энергетике и атомной технике по присуждению премий Правительства РФ в области науки и техники
- ряд научных советов РАН и СО РАН
- Президиум и руководитель секции НТС ИНТЕР РАО ЕЭС
- НТС ФСК ЕЭС
- председатель оргкомитетов ряда постоянно действующих Всероссийских конференций и семинаров

Член редколлегий научных журналов:
- «Известия РАН. Энергетика»
- «Электричество»
- «Энергетическая политика»
- «Electroenergetics, Electrotechnics, Electromechanics+Control»
- «Проблемы энергетики» (Азербайджан)
- «Научный вестник Новосибирского государственного университета»
- «Вестник Иркутского государственного технического университета»
- «Вестник Иркутского государственного университета путей сообщения»

Научный руководитель ведущей научной школы по обеспечению энергетической стратегии и энергетической безопасности России и её регионов, поддерживаемой Грантом Президента РФ.

Под его научным руководством защищены три докторские и 13 кандидатских диссертаций.

Является автором более 400 научных работ, в том числе 24 монографий.
Член Общественной палаты Иркутска.

## Основные работы
Автор около 330 научных публикаций, в том числе 24 монографий.
Книги
- «Упрощение математических моделей динамики электро-энергетических систем»
- «Управление мощными энергообъединениями»
- «Структурный анализ электро-энергетических систем».
- Бушуев В. В., Воропай Н. И., Мастепанов А. М. и др. Энергетическая безопасность России. Новосибирск: Наука, СИФ РАН, 1999, 302 с.
- Войтов О. Н., Воропай Н. И., Гамм А. З. и др. Анализ неоднородностей электроэнергетических систем. Новосибирск: Наука, СИФ РАН, 1999, 306 с.
- Надёжность электроэнергетических систем. Справочник, М.: Энергоатомиздат, 2000, 568 с. (в соавт.).
- Системные исследования проблем энергетики, Новосибирск: Наука, 2000, 558 с. (в соавт.);
- Теория систем для электроэнергетиков, Новосибирск: Наука, 2000, 273 с.
- Проблемы функционирования и развития электроэнергетики, М.: МГФ «Знание», 2001, 480 с. (в соавт.);
- Надёжность топливо- и энергоснабжения и живучесть систем энергетики регионов России, Екатеринбург, Изд. Ур. гос.ун-та, 2003, 392 с. (в соавт.);
- Энергетика XXI века, в двух томах, Новосибирск: Наука, 2004, 386 с. и 364 с. (в соавт.);
- Надёжность систем электроснабжения, Новосибирск: Наука, 2006, 205 с.
- Снижение рисков каскадных аварий в электроэнергетических системах, Новосибирск, Изд. СО РАН, 2011, 303 с.
- Концепция обеспечения надёжности в электроэнергетике. М., ИД Энергия, 2013, 304 с.
- Надёжность систем энергетики. Проблемы, модели и методы их решения. Новосибирск, Наука, 2014, 284 с.
- Monitoring, control and protection of interconnected power systems, Heidelberg, Springer, 2014, 391 p.
- Обоснование развития электроэнергетических систем: методология, модели, их использование. Новосибирск, Наука, 2015, 448 с.
- Надёжность систем электроснабжения. Учебное пособие. Новосибирск: Наука, 2015, 208 с.
- Sustaining Power Resources through Energy Optimization and Engineering, IGI Global, Hershey PA, USA, 2016, 494 p.

## Награды
- Государственная премия СССР (1986)
- Премия Правительства Российской Федерации в области науки и техники (1999, 2011)
- Заслуженный деятель науки Российской Федерации (1999)
- Почётный энергетик (2003).
- Орден Дружбы (2004)
- Премия имени Г. М. Кржижановского (2006, совместно с Б. Г. Санеевым, А. М. Клером) — за двухтомник «Энергетика XXI века»
- Премия имени Г. М. Кржижановского (2020, совместно с В. М. Батениным и В. В. Бушуевым) — за книгу «Инновационная электроэнергетика — 21»
- Медаль «Ветеран труда»